# NGC 1799
NGC 1799 is een lensvormig sterrenstelsel in het sterrenbeeld Eridanus. Het hemelobject werd op 13 februari 1887 ontdekt door de Amerikaanse astronoom Lewis A. Swift.

## Synoniemen
- MCG -1-14-1
- PGC 16783